# ام‌جی تیپ آر
ام‌جی تیپ آر (MG R-type) خودرویی است که در سال‌ ۱۹۳۵ تولید شده‌است.
موتور این خودرو ۷۴۶ سی‌سی است.